# Lasar Weissmann
Lasar Weissmann (in einigen Quellen auch Lasar Pawermann) ist der Künstlername des ukrainischen autodidaktischen Künstlers Volodymyr Mikhalchuk. Unter diesem Pseudonym schuf er künstlerische Fälschungen, indem er Aquarelle vom jüdischen Leben in Galizien malte, die er auf die erste Hälfte des 20. Jahrhunderts datierte.
Es wurde lange vermutet, Weissmann sei ein jüdischer Künstler gewesen, der in Kolomyja gelebt und die damaligen Ereignisse dokumentiert habe, bis er 1942 in einem Konzentrationslager gestorben sei.

## Legende
Lasar Weissmann soll in der ukrainischen Stadt Kolomyja geboren worden sein und seine Werke zwischen den 1920er und Anfang der 1940er Jahre geschaffen haben. Laut der Legende wurde er im Jahr 1942 entweder im Zwangsarbeitslager Lemberg-Janowska in Lwiw oder im KZ Auschwitz ermordet.

## Tatsächliches Geschehen
Die wahre Identität des Künstlers, der seine Werke mit dem Namen „Lasar Weissmann“ unterschrieb, wurde dank der Forschung von Ari Neumann bekannt.
In Wirklichkeit wurden die Bilder von dem ukrainischen Maler Wolodymyr Michaltschuk gemalt. Die Idee, ein künstlerisches Alter Ego zu schaffen, kam ihm, als er Anfang des 21. Jahrhunderts in Łódź als Optiker tätig war. Damals sah er in alten Illustrierten Bilder von jüdischem Leben im Vorkriegspolen. Er war von diesen Bildern so begeistert, dass er begann, eigene Zeichnungen zu dieser Thematik zu schaffen. Zwar verkörpern Michaltschuks Bilder auch das jüdische Vorkriegsleben, ihre Handlung spielt aber in Kolomyja, der Heimatstadt des Künstlers. Es ist nicht bekannt, warum seine Werke fast ausschließlich Juden abbilden. Angeblich malte er Juden mit der Absicht, mit Abbildungen der Juden durch die Exotik ihrer Kleidung mehr Geld zu verdienen, was aber auch nie bewiesen wurde. Diesem Gedanken widerspricht auch die Tatsache, dass er seine Werke für wenig Geld verkaufte. Laut seiner Witwe malte er in erster Linie aus Spaß und Vergnügen und hatte nicht die Absicht, sich damit zu bereichern. Außerdem lernte er die hebräische Schrift und sogar einige Wörter auf Jiddisch, um seine Werke glaubwürdiger zu machen.
Michaltschuk starb im Jahr 2016.
Im Mai 2025 wurde im Museum der Geschichte der Stadt Kolomyja die Ausstellung mit dem Titel „Handel mit Mythos und Erinnerung —Kolomyja in den 1930er Jahren in Werken des Künstlers, der nie existierte“ eröffnet, die den Bildern von Wolodymyr Michaltschuk gewidmet wurde.